# Аргоній
Аргоній (також званий катіоном гідриду аргону або протонованим аргоном; хімічна формула ArH+) — це катіон, що поєднує протон і атом аргону. Його можна створити в електричному розряді, і він був першим молекулярним іоном благородного газу, знайденим у міжзоряному просторі.

## Властивості
Аргоній ізоелектронний хлористому водню. Його дипольний момент дорівнює 2,18 дебая для основного стану. Енергія зв'язку становить 369 кДж моль−1 (2,9 еВ). Це менше, ніж в H+
2 та багатьох інших протонованих сполук, але більше, ніж в H+
3.
| v | ArH+ | ArD+ |
| - | ---- | ---- |
| 1 | 2.28 | 9.09 |
| 2 | 1.20 | 4.71 |
| 3 | 0.85 | 3.27 |
| 4 | 0.64 | 2.55 |
| 5 | 0.46 | 2.11 |
Радіаційний час життя різних безобертових коливальних станів змінюється залежно від ізотопу та стає коротшим для більш швидких високоенергетичних коливань: Силова константа становить 3,88 мдин/Å2.

## Реакції
- ArH+ + H2 → Ar + H+
3[5]
- ArH+ + C → Ar + CH+
- ArH+ + N → Ar + NH+
- ArH+ + O → Ar + OH+
- ArH+ + CO → Ar + COH+[5]

Але протікає й зворотна реакція:
- Ar + H+
2 → ArH+ + H[5]

Реакція Ar+ + H2 має поперечний переріз 10−18 м2 для низьких енергій. Поперечний переріз різко падає для енергій понад 100 еВ. Ar + H+
2 має поперечний переріз 6×10−19 м2 для низьких енергій, але на енергія понад 10 еВ він зменшується, і натомість утворюється більше Ar+ і H2.
Ar + H+
3 має максимальний вихід ArH+ для енергій від 0,75 до 1 еВ з поперечним перерізом 5×10−20 м2. Енергетичний поріг реакції становить 0,6 еВ. Для енергій понад 4 еВ утворюється більше Ar+ і H.
Аргоній також виробляється з іонів Ar+, які утворюються космічними променями та рентгенівськими променями з нейтрального аргону.
- Ar+ + H2 → *ArH+ + H[5]

Коли ArH+ стикається з електроном, може відбутися дисоціативна рекомбінація, але вона надзвичайно повільна для електронів з меншою енергією, що дозволяє ArH+ виживати набагато довше, ніж багатьом іншим подібним протонованим катіонам.
- ArH+ + e− → Ar + H[5]

Оскільки потенціал іонізації атомів аргону нижчий, ніж у молекули водню (на відміну від потенціалу гелію чи неону), іон аргону реагує з молекулярним воднем, натомість як іони гелію або неону відривають електрон від молекули водню.
- Ar+ + H2 → ArH+ + H[5]
- Ne+ + H2 → Ne + H+ + H (дисоціативний перенос заряду)[5]
- He+ + H2 → He + H+ + H[5]

## Спектр
Штучний ArH+, виготовлений із земного аргону, містить здебільшого ізотоп 40Ar, а не поширений у космосі 36Ar. В земних умовах ArH+ виготовляють електричним розрядом через аргоно-водневу суміш. Браулт і Девіс були першими, хто виявив молекулу за допомогою інфрачервоної спектроскопії для спостереження її ротаційно-вібраційних смуг.
| Далекий інфрачервоний спектр 40Ar1H+ | Далекий інфрачервоний спектр 40Ar1H+ | 36Аr                    | 38Ar                    |
| Перехід                              | спостерігається частота              | спостерігається частота | спостерігається частота |
| Дж                                   | ГГц                                  | ГГц                     | ГГц                     |
| 1 ←0                                 | 615,8584                             | 617,525                 | 615,85815               |
| 2 ←1                                 | 1231,2712                            | 1234,602                |                         |
| 3 ←2                                 | 1845,7937                            |                         |                         |
| 4 ←3                                 | 2458,9819                            |                         |                         |
| 5 ←4                                 | 3080,3921                            |                         |                         |
| 6 ←5                                 | 3679,5835                            |                         |                         |
| 7 ←6                                 | 4286,1150                            |                         |                         |
| 21 ← 20                              | 12258,483                            |                         |                         |
| 22 ← 21                              | 12774,366                            |                         |                         |
| 23 ← 22                              | 13281,119                            |                         |                         |

Ультрафіолетовий спектр має дві точки поглинання — 11.2 еВ для стану B1Π і 15.8 еВ для стану A1Σ+.

## В природі
ArH+ зустрічається в міжзоряному дифузному атомарному водні. Для утворення аргонію частка молекулярного водню H2 повинна бути в межах 0,0001-0,001. Електронна нейтралізація і руйнує аргоній, якщо концентрація H2 нижче 10−4. Аргоній виявляється за його лініями поглинання на 617,525 ГГц (J = 1→0) і 1234,602 ГГц (J = 2→1). Ці лінії зумовлені обертальними переходами ізотополога 36Ar1H+.
Лінії поглинання аргонію були виявлені в спектрі джерел SgrB2 (M) і SgrB2(N), G34.26+0.15, W31C (G10.62−0.39), W49(N) і W51e в напрямку галактичного центру. Однак спостережувані в них лінії поглинання аргонію, ймовірно, утворюються не в самих джерелах, а в газі між ними й землею.
Емісійні лінії аргонію виявлені в Крабоподібній туманності, де вони сконцентровані в кількох плямах. Найпотужніша емісійна лінія аргонію спостерігається в південній нитці Крабоподібної туманності. Це також місце з найбільшою концентрацією іонів Ar+ і Ar2+. Щільність стовпа ArH+ у Крабоподібній туманності становить від 1012 до 1013 атомів на квадратний сантиметр. Можливо, енергія, необхідна для збудження випромінення іонів, надходить від зіткнень з електронами або молекулами водню. У напрямку до центру Чумацького Шляху щільність стовпа ArH+ становить близько 2×1013 см−2.
Відомо, що два ізотопологи аргонію 36ArH+ і 38ArH+ знаходяться у далекій безіменній галактиці з червоним зміщенням z = 0,88582 (7,5 мільярд світлових років), яка розташована на лінії видимості блазара PKS 1830−211.

## Історія
Використовуючи сонячний Фур'є-спектрометр у Національній обсерваторії Кітт-Пік, Джеймс Браулт і Самнер Девіс вперше спостерігали інфрачервоні вібраційні та ротаційні лінії ArH+. Джонс також спостерігав його інфрачервоний спектр.

## Використання
Аргон полегшує реакцію тритію (T2) з подвійними зв'язками в жирних кислотах шляхом утворення проміжної сполуки ArT+ (тритій-аргоній). Коли золото розпилюється за допомогою аргоно-водневої плазми, фактичне заміщення золота здійснюється за допомогою ArH+.